# 任朋嶓
任朋嶓（1997年1月5日—），前名任鹏波，浙江嘉兴人，中國男子羽毛球运动员。

## 簡歷
2004年2月，受嘉兴市秀洲实验小学张建中老师的推荐，任鹏波拜师羽毛球教练徐冲门下，开始练习羽毛球项目。2010年，任鹏波在浙江省第十四届运动会上获得羽毛球男团亚军、男双冠军、男单季军及混双亚军。2014年，他在全国青年羽毛球比赛宁波站，获得1996-1997年龄组男子单打第二名。
2018年10月，任朋嶓随中国队出战在马来西亚吉隆坡举行的世界大学生羽毛球锦标赛，在男子单打比赛中获得冠军。
2018年11月，任朋嶓出戰薩洛盧公開賽，打進男子單打比賽準決賽。

## 主要比賽成績
只列出曾進入準決賽的國際賽事成績：
| 年份   | 賽事                     | 公開賽級別 | 項目     | 成績   |
| ------ | ------------------------ | ---------- | -------- | ------ |
| 2017年 | 印尼羽毛球國際系列賽     | 國際系列賽 | 男子單打 | 準決賽 |
| 2018年 | 世界大学生羽毛球锦标赛   | 其他       | 混合团体 | 亚军   |
| 2018年 | 世界大学生羽毛球锦标赛   | 其他       | 男子单打 | 冠军   |
| 2018年 | 薩洛盧羽毛球公開賽       | 超級100賽  | 男子單打 | 準決賽 |
| 2019年 | 西班牙羽毛球大師賽       | 超級300賽  | 男子單打 | 準決賽 |
| 2019年 | 大阪羽毛球國際挑戰賽     | 國際挑戰賽 | 男子單打 | 準決賽 |
| 2019年 | 马来西亚羽毛球国际挑战赛 | 國際挑戰賽 | 男子單打 | 亚军   |

| 2007-2017年 | 首要超級賽 | 超級賽 | 黃金大獎賽 | 大獎賽 | 國際挑戰賽 | 國際系列賽 | 未來系列賽 | 其他 |

| 2018-2026年 | 總決賽 | 超級1000賽 | 超級750賽 | 超級500賽 | 超級300賽 | 超級100賽 | 國際挑戰賽 | 國際系列賽 | 未來系列賽 | 其他 |